# Vito Natale Labate
Vito Natale Labate (Bari, 1º maggio 1909 – 2 agosto 1990) è stato un calciatore italiano, di ruolo centrocampista.

## Carriera
Milita nel Bitonto fino al 1932, e nella stagione 1933-1934 debutta in Serie B con il Foggia.
Con i dauni disputa tre campionati cadetti per un totale di 84 presenze e 5 reti.
Successivamente gioca in Prima Divisione con lo Spolettificio di Torre Annunziata ed in Serie C con il Taranto.

## Palmarès

### Club

#### Competizioni nazionali
- Prima Divisione: 1

Foggia: 1932-1933

#### Competizioni regionali
- Prima Divisione: 1

Spolettificio Torre Annunziata: 1937-1938